# MLB All-Star Game 1996
MLB All-Star Game 1996 – 67. Mecz Gwiazd ligi MLB, który odbył się 9 lipca 1996 roku na Veterans Stadium w Filadelfii. Mecz zakończył się zwycięstwem National League All-Stars 6–0. Spotkanie obejrzało 62 670 widzów.
Najbardziej wartościowym zawodnikiem został wybrany Mike Piazza z Los Angeles Dodgers, który zdobył home runa i zaliczył RBI double.

## Wyjściowe składy
| American League | American League | American League | American League | National League | National League | National League | National League |
| #               | Zawodnik        | Klub            | Pozycja         | #               | Zawodnik        | Klub            | Pozycja         |
| --------------- | --------------- | --------------- | --------------- | --------------- | --------------- | --------------- | --------------- |
| 1               | Kenny Lofton    | Indians         | CF              | 1               | Lance Johnson   | Mets            | CF              |
| 2               | Wade Boggs      | Yankees         | 3B              | 2               | Barry Larkin    | Reds            | SS              |
| 3               | Roberto Alomar  | Orioles         | 2B              | 3               | Barry Bonds     | Giants          | LF              |
| 4               | Albert Belle    | Indians         | LF              | 4               | Fred McGriff    | Braves          | 1B              |
| 5               | Mo Vaughn       | Red Sox         | 1B              | 5               | Mike Piazza     | Dodgers         | C               |
| 6               | Iván Rodríguez  | Rangers         | C               | 6               | Dante Bichette  | Rockies         | RF              |
| 7               | Cal Ripken Jr.  | Orioles         | SS              | 7               | Chipper Jones   | Braves          | 3B              |
| 8               | Brady Anderson  | Orioles         | RF              | 8               | Craig Biggio    | Astros          | 2B              |
| 9               | Charles Nagy    | Indians         | P               | 9               | John Smoltz     | Braves          | P               |

| American League                                                                               | 0 | 0 | 0 | 0 | 0 | 0 | 0 | 0 | 0 | 0 | 7  | 0 |
| National League                                                                               | 1 | 2 | 1 | 0 | 0 | 2 | 0 | 0 | X | 6 | 12 | 1 |
| WP: John Smoltz (1–0) LP: Charles Nagy (0–1) Home runy: NL: Mike Piazza (1), Ken Caminiti (1) |   |   |   |   |   |   |   |   |   |   |    |   |

## Składy
| Miotacze - Ricky Bottalico (1) - Kevin Brown (2) - Tom Glavine (4) - Al Leiter (1) - Greg Maddux (5) - Pedro Martínez (1) - John Smoltz (4) - Steve Trachsel (1) - Mark Wohlers (1) - Todd Worrell (3) Łapacze - Todd Hundley (1) - Jason Kendall (1) - Mike Piazza (4) |  | Wewnątrzpolowi - Jeff Bagwell (2) - Craig Biggio (5) - Ken Caminiti (2) - Mark Grudzielanek (1) - Chipper Jones (1) - Barry Larkin (8) - Fred McGriff (4) - Ozzie Smith (15) - Matt Williams (4) - Eric Young (1) Zapolowi - Dante Bichette (3) - Barry Bonds (6) - Ellis Burks (2) - Tony Gwynn (12) - Lance Johnson (1) - Henry Rodríguez (1) - Gary Sheffield (3) |  | Menadżer - Bobby Cox Trenerzy - Jim Fregosi - Tommy Lasorda Honorowy kapitan - Johnny Podres |

| Miotacze - Chuck Finley (4) - Roberto Hernández (1) - José Mesa (2) - Jeff Montgomery (3) - Charles Nagy (2) - Roger Pavlik (1) - Troy Percival (1) - Andy Pettitte (1) - John Wetteland (1) Łapacze - Sandy Alomar Jr. (4) - Iván Rodríguez (5) - Dan Wilson (1) Designated hitter - Edgar Martínez (3) |  | Wewnątrzpolowi - Roberto Alomar (7) - Wade Boggs (12) - Travis Fryman (4) - Chuck Knoblauch (3) - Mark McGwire (8) - Cal Ripken Jr. (14) - Alex Rodriguez (1) - Frank Thomas (4) - Mo Vaughn (2) Zapolowi - Brady Anderson (2) - Albert Belle (4) - Jay Buhner (1) - Joe Carter (5) - Ken Griffey Jr. (7) - Kenny Lofton (3) - Greg Vaughn (2) |  | Menadżer - Mike Hargrove Trenerzy - Terry Bevington - Bob Boone Honorowy kapitan - Earl Weaver |

- W nawiasie podano liczbę powołań do All-Star Game.